# Umpqua (comunitat no incorporada)
Umpqua és una comunitat no incorporada al comtat de Douglas a l'estat nord-americà d'Oregon. D'acord al cens del 2000 tenia una població de 112 habitants. La comunitat és a l'oest de Sutherlin a la confluència de Calapooya Creek amb el riu Umpqua. El mot "umpqua" fou usat per primer cop pels nadius americans locals per referir-se a la localitat al voltant del riu Umpqua i també es va aplicar al riu.